# 쓰가루 철도
쓰가루 철도 주식회사(津軽鉄道株式会社)는 아오모리현 쓰가루 지방에 철도 노선을 가진 철도 사업자이다.쓰테쓰(津鐵)라고도 불린다. 본사 소재지는 고쇼가와라시
지오마치39 (쓰가루 고쇼가와라 역전)
영업km 20.7km의 쓰가루 철도선을 운영한다.또 증수책 부업으로 도시락, 도라야키, 감자칩 등 가공식품을 판매하고 있다.1934년부터 1955년까지는 버스 사업도 하고 있었다.고쇼가와라시의 택시 회사 「쓰테쓰 관광」은, 쓰가루 철도의 자회사였지만, 후에 자본 관계를 해소했다.쓰테쓰관광 본사는 쓰가루철도 본사 사옥 내에 있었으나 2007년 12월 시내 동업사인 '상호택시'와 통합해 새로운 회사인 고쇼가와라교통에 영업을 양도받았다.

## 역사
JR 고노 선의 전신인 가와베 역 - 고쇼가와라 역 간을 운영하던 리쿠오 철도가 국유화되자 그 인수액으로 리쿠오 철도 설립 당시 출자액의 두 배의 금액을 받은 주주들은 쓰가루의 다음 철도로 고쇼가와라 - 나카사토 간 철도를 계획하고 그 건설·경영을 위해 쓰가루 철도가 설립되었다.1930년 7월 고쇼가와라-나카사토 간이 개통되었으나 쇼와 금융 공황의 영향도 있어 경영은 좋지 않았다.이에 승합자동차업에 진출하여 1934년 쇼와 자동차합자회사를 원점으로 인근 승합자동차회사의 노선 매수에 나서 노선을 넓혀 나갔다. 전시 체제가 진행되자 교통업의 합동화가 추진되어 서북진경군의 승합자동차 노선의 대부분을 수중에 넣었고 1943년도에는 수입의 40%가 승합자동차 운임수입이 되었다.
- 1927년
  - 6월 28일 - 창립협의회.
  - 7월 4일 - 회사 설립 발기인회 개최.
- 1928년
  - 2월 13일 - 철도 부설 면허.
  - 2월 24일 - 설립(자본금 100만엔).
  - 11월 10일 - 공사 착공.
- 1930년
  - 7월 15일 - 고쇼가와라(현재의 쓰가루 고쇼가와라) - 가나기 간(12.8km)이 개업.
  - 10월 4일 - 가나기 - 오사와나이 간(4.9km)이 개업.
  - 11월 13일 - 오사와나이 - 나카사토(현재의 쓰가루나카사토)간(3.0km)이 개업하여 전 노선(20.7km) 개통.

11월 13일 - 오사와나이 - 나카사토(현재의 쓰가루나카사토)간(3.0km)이 개업하여 전 노선(20.7km) 개통.
- 1931년 7월 5일 - 전 노선 개통 기념식 거행.
- 1934년 10월 6일 - 가나기 자동차 합자회사 보유 노선(가나기 - 나카자토간)을 매수해 승합 자동차업을 개시.
- 1936년 4월 - 시부야 후미오 경영 리쿠오 자동차 상회를 매수
- 1955년
  - 2월 - 버스 양도 예비 교섭 개시(3일: 고난 버스, 다음 4일: 히로사키 전철 〈고난 철도 오와니 선의 전신〉).
  - 3월 28일 - 버스 사업을 고난버스에 양도.

## 이벤트 열차
- 스토브열차기간 12월1일 - 3월31일
  - 겨울철에는 객차 내에 달마 스토브를 설치한 열차가 운행된다.
  - 2007년 12월 1일부터 스토브 열차 유지를 목적으로 '스토브 열차 요금'을 신설하였다.스토브 차량에 승차하려면 운임에 더해 스토브 열차 요금 500엔이 필요하다. 일반 이용자를 위해 스토브 열차 요금이 필요 없는 디젤 차량이 쓰가루 고쇼가와라 쪽으로 이용이 가능해졌다.
  - 1999년부터 매년 8월 고쇼가와라 다테히데타 시기에는 '한여름의 스토브 열차'도 운행하고 있다.
- 아시노공원 벚꽃축제 기간 4월 29일 - 5월 5일
- 풍경열차기간 7월 1일-8월 31일
- 방울벌레열차기간 9월 1일-10월 중순
  - 차내에 스즈쿠시가 든 벌레바구니가 놓여 스즈쿠시 우는 소리를 들을 수 있는 열차
- 다자이후 열차기간 6월-9월경
  - 차내에 다자이지의 작품 구절 등을 전시한 열차

이외에도 기간 한정 행사 열차가 운행될 수 있다.

## 노선
자세한 내용은 다음 항목을 참조.
- 쓰가루 철도 쓰가루 철도선 고쇼가와라역 쓰가루 나가사토역

## 차량

### 기동차

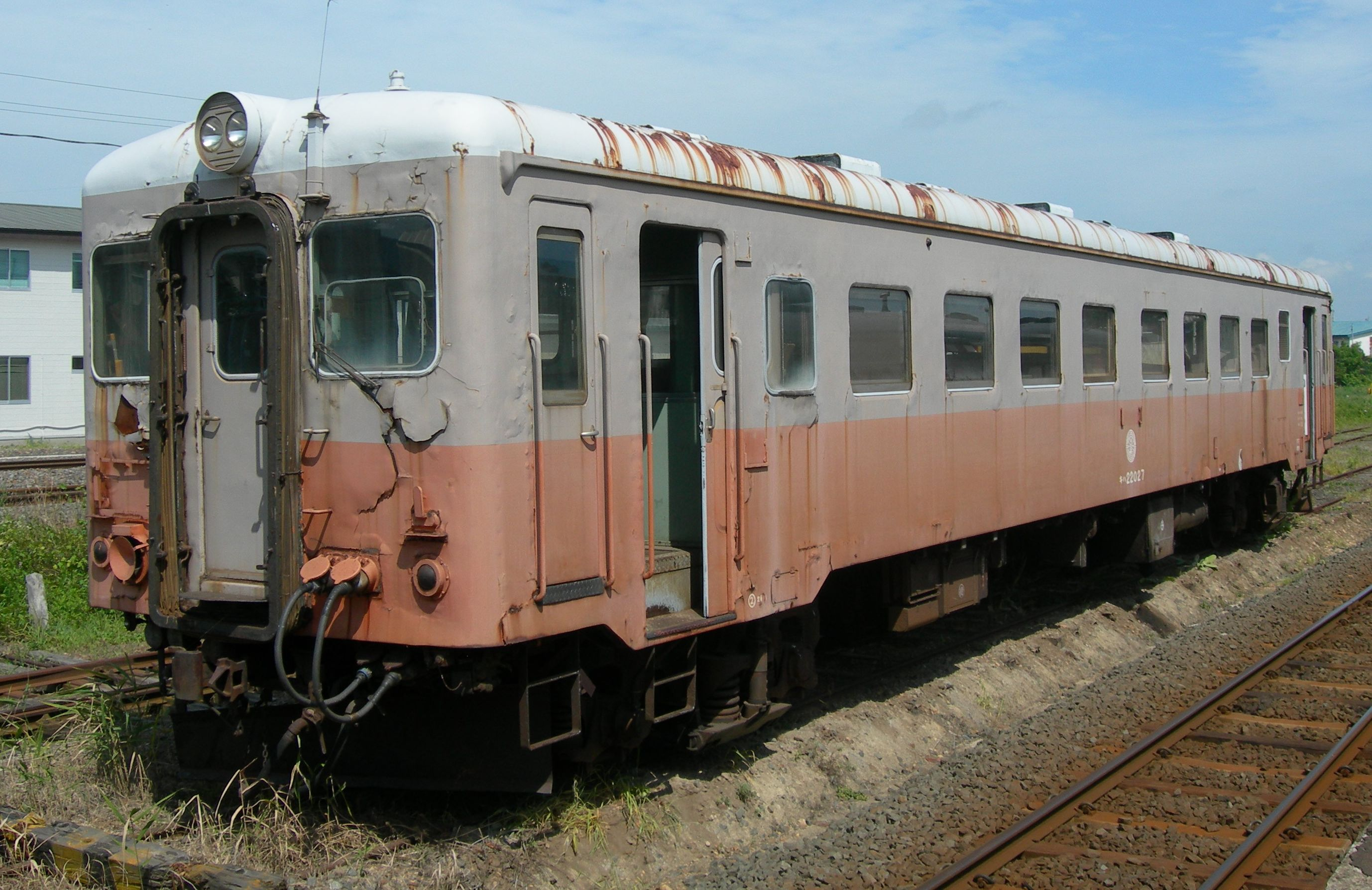
キハ22027

쓰가루 21형 (21-101-21-105)
니가타 철공소 NDC 시리즈의 18m급 기동차.엔진은 DMF 13HZ(330PS/2000rpm)를 1기 탑재했다.
연선 출신 작가인 다자이지의 작품에서 달려라 메로스라는 애칭이 붙었다.1996년 11월 쓰가루 철도 전통 66주년 때 21-101·102의 2량이 신조된 후 2000년 2월에 103-105의 3량이 증비되어 5량이 재적하고 있다.

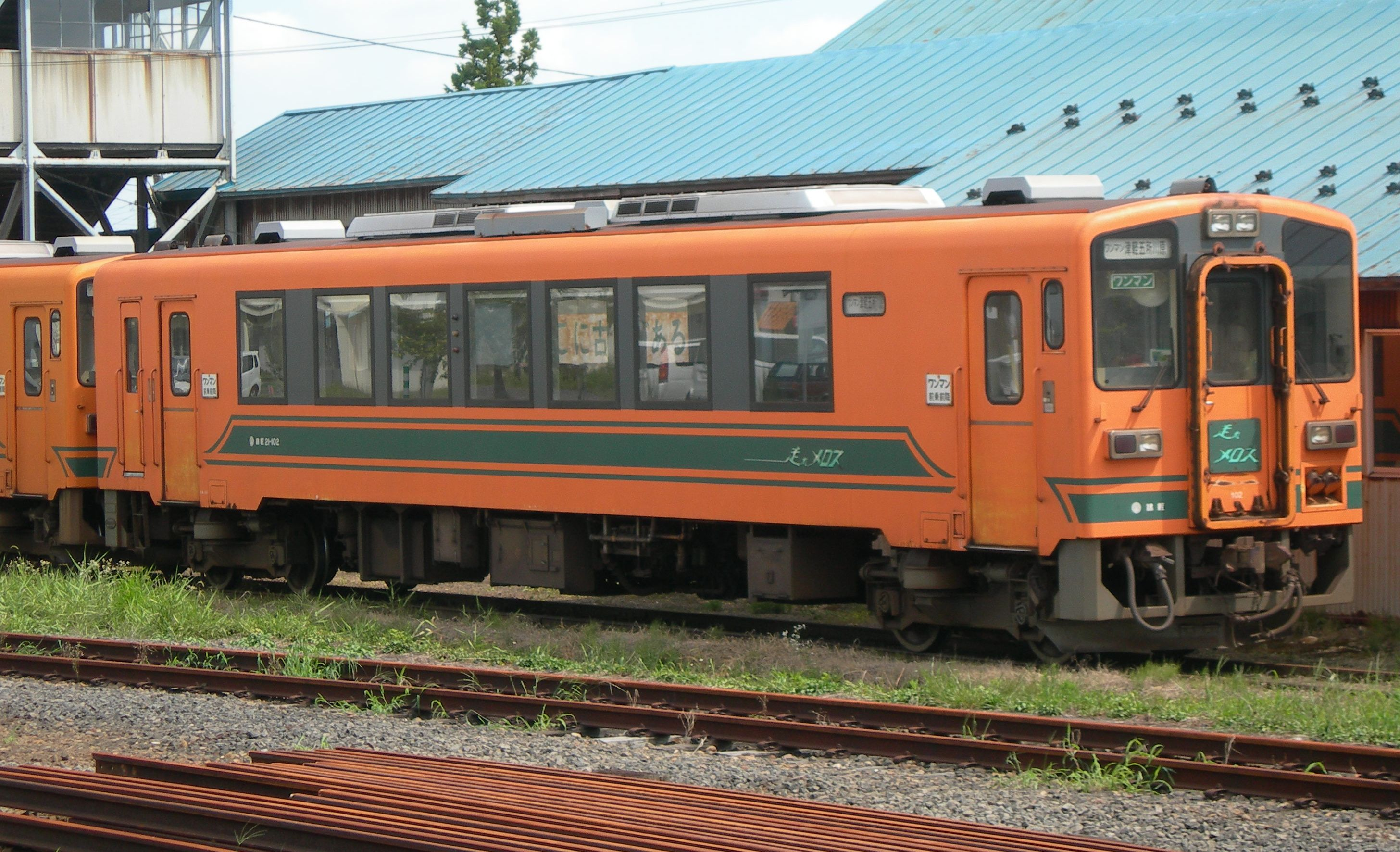
쓰가루 21형

디젤 기관차
DD350형(DD351·DD352)
1957년 및 1959년에 각각 니가타 철공소에서 제조되었다.축 배치 B-B. 일본 디젤 기관차로는 초기에 제작된 것으로 현존하는 것은 드문 로드 구동식이다.DD351호기는 기계고장으로 현재 휴차중이다.

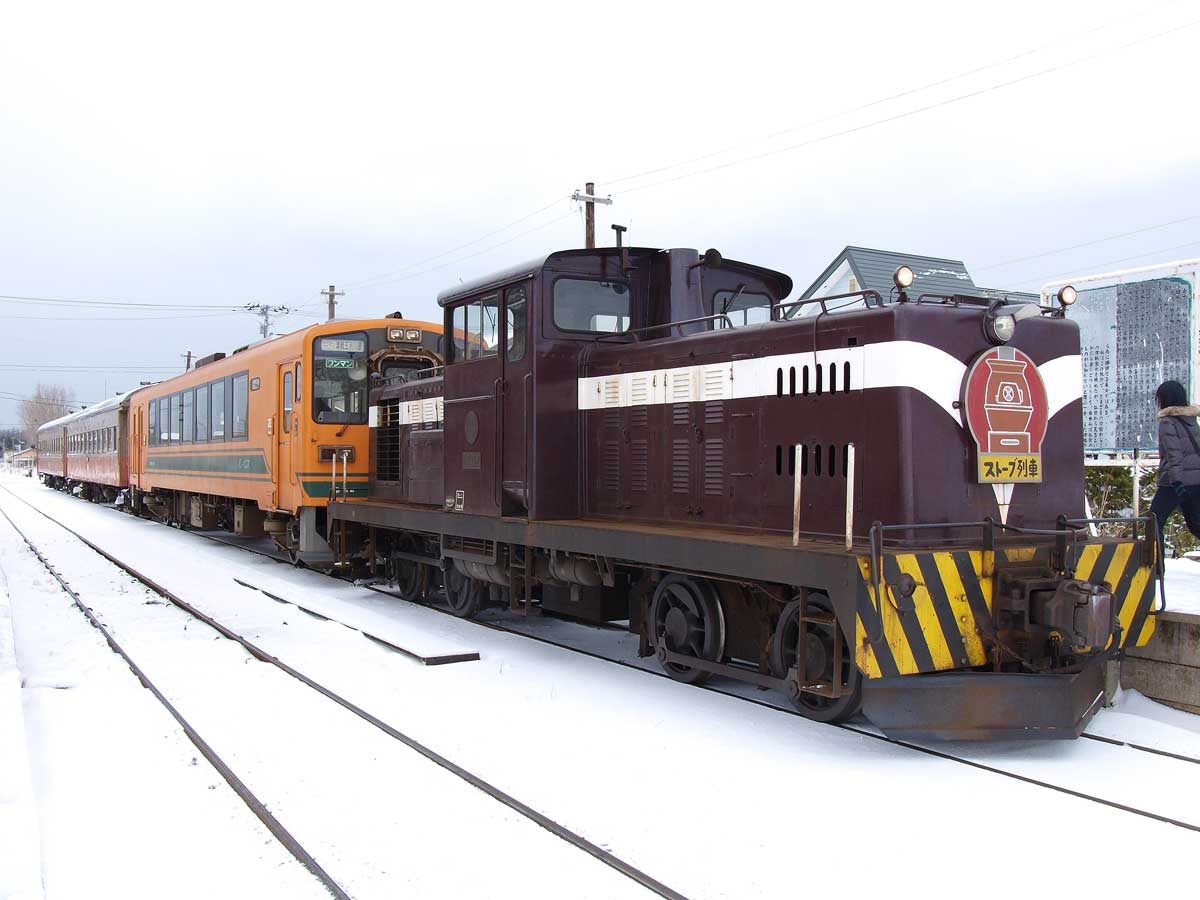
ストーブ列車を牽引するDD350形

### 객차

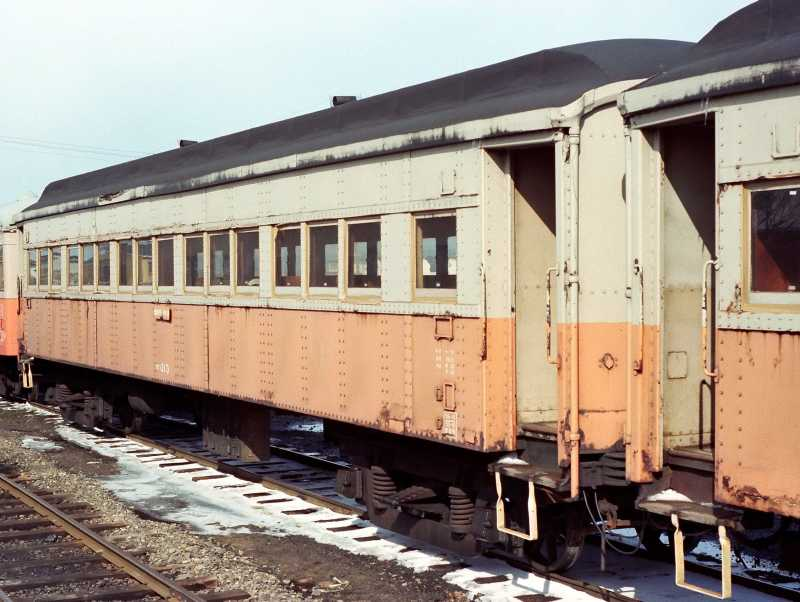
오하313 （1983년）

오하프 33형 (1)
1948년 니가타 철공소에서 제조된 겐코쿠 철도 오하프 33520(말기는 전기난방장비로 2520으로 개번)으로 쓰가루 철도에는 1983년 양도됐다.기관차에 난방용 증기 공급 설비가 없어 달마 스토브를 설치하고 있다.
오하 46형(2.3)
1954년 및 1955년에 각각 제조되었다.오하 462가 원오하 462612, 오하 463이 원오하 46262로 쓰가루 철도에는 1983년에 양도되었다.달마 스토브를 설치하는 것은 오하프 33과 같다
나하프 1200형 (1202·1203)
1928년에 가와사키 조선소에서 제조된 전 세이부 철도 151계이다.1965년(쇼와 40년) 7월에 양도된 1157·1155·1158의 3량을, 운전대 철거 위에서 롱 시트인 채로 객차화하고 있다.난방은 달마스토브가 아닌 웨버스트식 난방장치를 설치하고 있다.주로 기동차에 견인되었으나 수송량의 감소로 사용 빈도가 줄어들어 1995년 1201이 폐차되었고, 이후 쓰가루 오쇼가와라역에서 창고로 사용되고 있다.2016년 현재는 1202·1203이 보류된 상태이다.

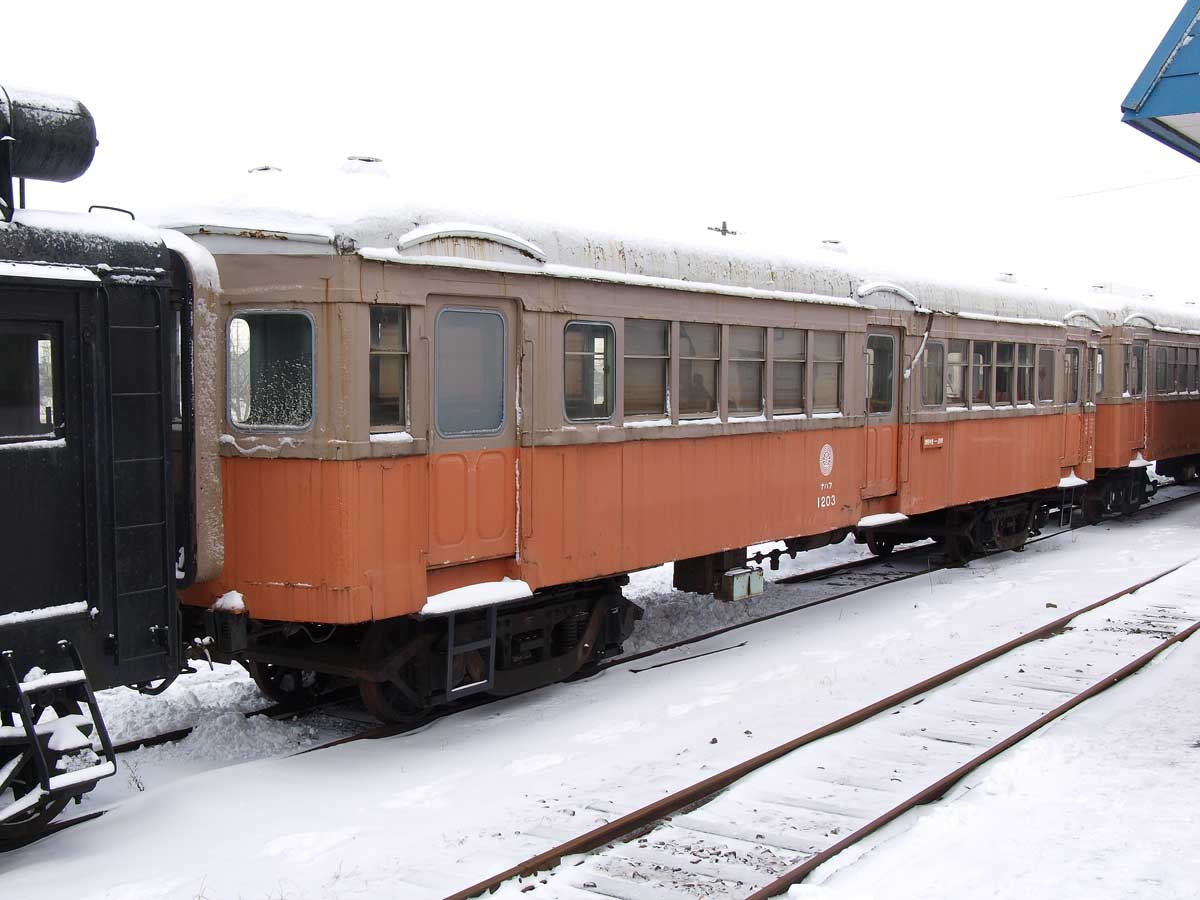
ナハフ1203

### 화차
철도통계연보에 따르면 2017년 3월 31일 현재 무개차 3량, 탱크차 1량, 특수차 1량이 재적한다.
탐 500형(501)
국철 탐 2848로 1956년에 제조되었다. 국철 시대에는 일본 석유 수송(JOT) 사유였으며, 누마수 역 상비에서 시작하여 후년은 나카지마 부두 역 상비였다.: 쓰가루 고쇼가와라 역 구내에 있는 차고 부근의 도로가 정비되어 있지 않았기 때문에, 그 전까지는 사용하는 연료를 국철보다 화차 수송하고 있었지만, 고노 선의 화물 수송이 폐지됨에 따라 쓰가루이이즈미 역에서 사선 내 수송하기 위해 1984년에 구입하였다.현재는 도로도 정비됐기 때문에 가동되지 않고 있다.
톰 1형(1-3)
1929년, 일본 차량 제조 지점제의 국철 톰 1형의 동형차로, 개업용으로 12량(톰 1-12)이 제조되었다.국철 직통 화차로도 사용되며 번호에 이중 하선이 그어져 있다.
키 100형(101)
1933년에 철도성 오미야 공장에서 제조하였고, 1967년에 양도되었다.
현존하는 몇 안 되는 전쟁 전제 제설차2000년대에는 본선상의 운전이 불가능해져 [15] 한동안 차적이 없는 모터카에서 제설 작업을 하고 있었지만, 현재(상세 연차 불명)는 본선에 복귀해 이벤트용으로 운용되고 있는 것 외에 기관차나 쓰가루 21형의 추진으로 본래의 제설용으로도 사용하고 있다.

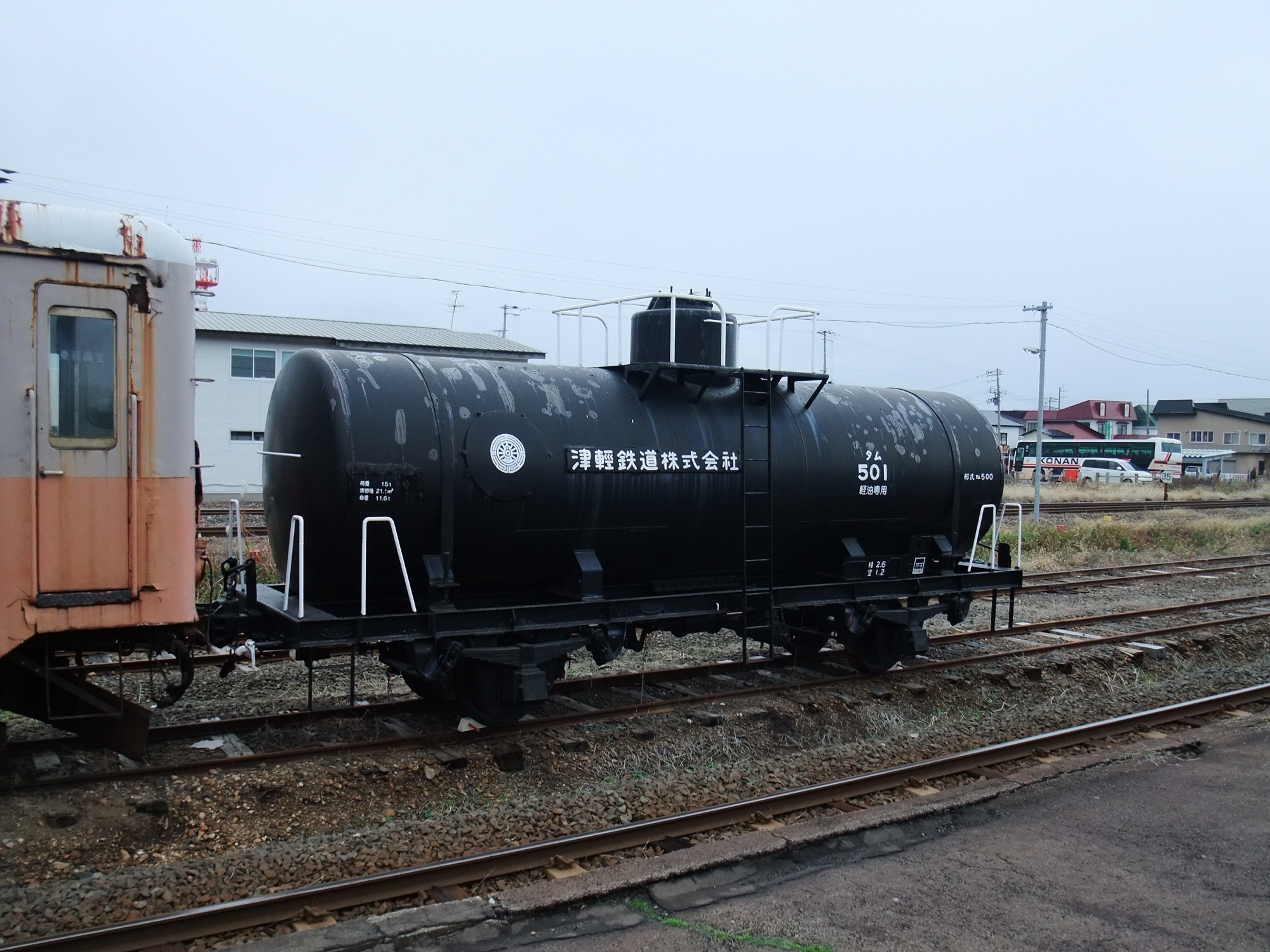
タム501
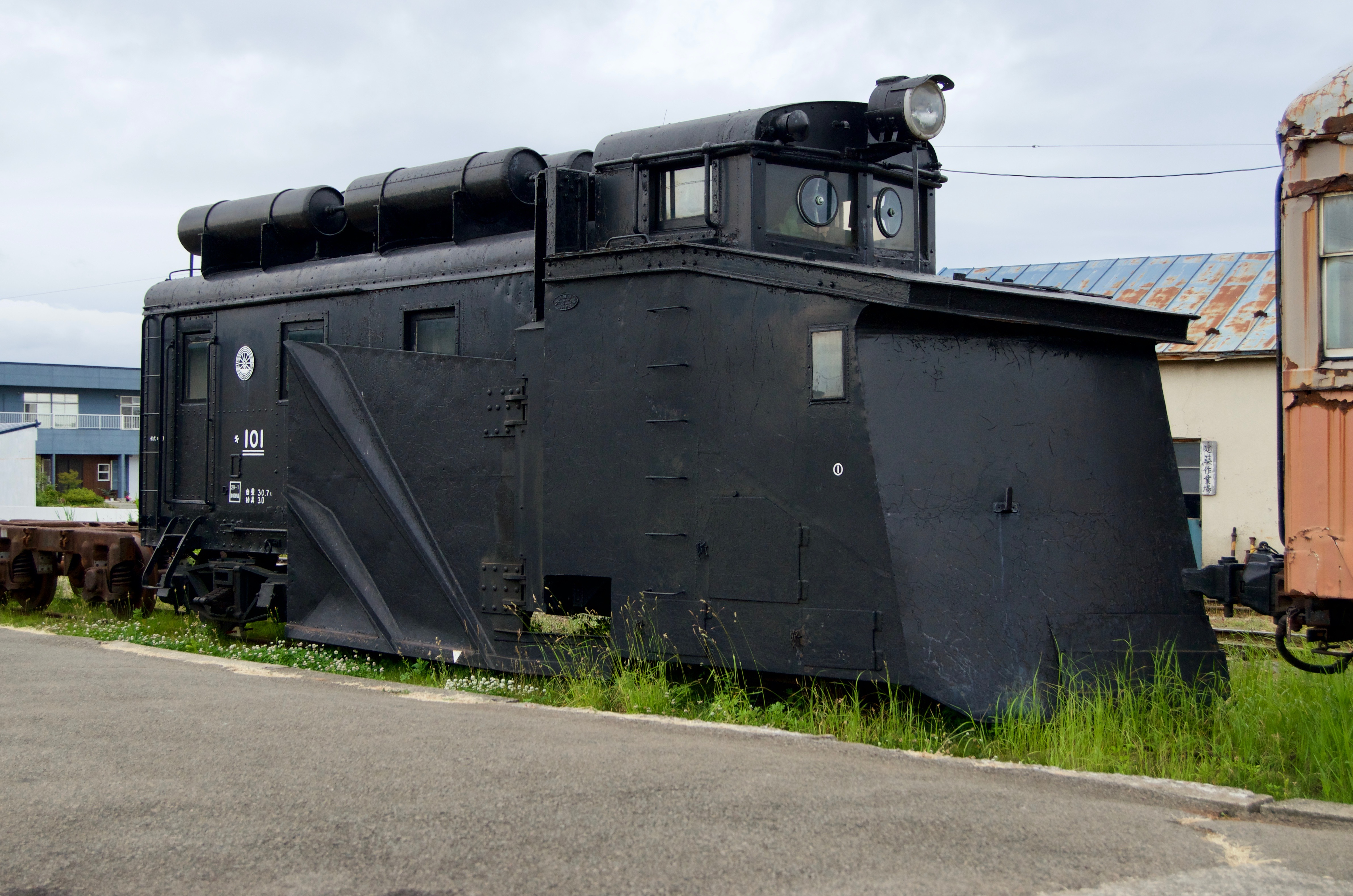
キ101

## 과거의 차량

### 기동차
- 기하 2400형 (2402 · 2403)

1950년 10월에 니가타 철공소에서 신조된 반도체 보기차.전장은 16.2m, 길이는 3.75m, 너비는 2.74m이며 엔진은 히노 DA55A(115PS)를 1기 탑재했으며 대차는 TR26이다. 처음에는 주력차로 운용되었으나 기하 24000형을 도입하면서 객차 대용이 되었고 2402는 1971년 폐차, 2403도 1975년 11월 폐차되어 형식 소멸되었다.
또한 야마가온천철도가 거의 같은 시기에 이 업체에서 유사 차량 2량을 제조하고 있으며, 이 노선 폐지 후인 1965년에 니가타 철공소를 경유하여 쓰가루 철도가 양수할 계획이 있었다.: 니가타 철공소 오야마 공장에서 개조 공사도 진행되고 있었지만, 야마가에서는 장기간 방치되어 있어 노후화가 진행되고 있던 탓인지 도중에 공사 포기되어 24000형의 증비로 대체되게 된 모양이다.
- 기하 24000형 (24021-24024)

1962년-1967년에 걸쳐 니가타 철공소에서 신조되었다. 국철 기하 20형·21형에 원설계의 많은 부분을 짊어진 유사 계열이지만, 1단 상승창을 갖춘 것이 특징이 있다. 쓰가루 철도 최초의 총괄 제어 가능한 액체식 기동차다. : 전장은 20.0m, 엔진은 DMH17C(180PS)를 1기 탑재했으며 대차는 DT22다 .변속기는 니가타 컨버터 DF115였지만 23, 24의 변속기는 진동을 억제하는 플라이휠 추가형 DBF-115였다.1992년 4월에 1인 운전이 개시되자 아침저녁의 러시시에만 운행되었으나 쓰가루 21형의 신조에 따라 24021·24024가 1997년 2월 20일에, 24022·24023이 2000년 3월 31일에 폐차되어 형식 소멸되었다.
기하 24000형 (24025·24026)
- 기하 1131·32→키하 2400024025·24026

1975년에 국철 지바 기동차구에서 2량 불하를 받은 차량. 냉방용 차량이나 화장실 철거등을 니가타 철공소에서 개조 후, 입선. 주로 2량 고정으로 운용되고 있었지만, : 기하 22형의 입선에 따라 1990년 1월 31일을 기해 폐차되어 형식 소멸했다.
- 기하 22형 (22027·22028·22029)

1989년 12월에 동일본 여객철도(JR동일본)로부터 양수한 차량.1992년 4월에 니가타 철공소의 출장 공사로 1인 개조되어 데크 부근을 롱 시트로 하였다. 또, JR동일본으로부터 양수했을 때, 이하와 같이 개번을 받고 있다.
- 기하 22 156 → 기하 2222027

이 차량은 아키타 내륙 종관철도 개업 때 이 회사에 대여됐고 이후 쓰가루 철도로 이적해 왔다.이미 폐차되어 쓰가루 고쇼가와라 역에 유치되어 있다.
- 기하22169 → 기하2222028

1997년에 텔레비전 프로그램 「SMAP×SMAP」의 특별 기획으로, 남성 아이돌 그룹·SMAP(스마프)의 카토리 싱고와 현지 초등학생이 도색한 일러스트 차량이 되었다. 그 후 관통문의 도장 박리나 사문 추가 등의 수정이 이루어졌지만 거의 그대로의 도장으로 '캔버스호'로 운행되고 있었으나 쓰가루 21형이 도입됨에 따라 2000년 3월 31일부로 폐차되었다.가네키 역에 유치된 후 현재는 가세 역에 유치되어 있다.
2017년에 텔레비전 프로그램 「오쟈 MAP!!」의 기획으로 카토리 신고와 당시의 초등학생과 그 아이들이 도장 박리 후, 다시 도색했다. 그 때, 폐차 당시 아이돌이 도장했다고 해서 인기가 높아, 수복 공사를 받아 운용을 계속할 예정이었지만, 수복 공사를 하려면 차체 도장을 다시 칠할 필요가 있었기 때문에 현지 주민들의 반대에 부딪혀 수복 공사가 중지되었다고 프로그램내에서 밝혀졌다.
- 기하228 → 기하2222029

이 차량은 1999년 여름까지 차체 허리판 부분에 일러스트를 그리고 아트트레인 헤드마크를 달고 운행됐다.2007년 폐차되어 고쇼가와라역 측선에 유치된 후 2009년 7월 차체를 2분할로 해체 후 반출되어 해체업체 소유지에 보관되어 있다.
- キハ22027

### 디젤 기관차
DC20형 (DC201·DC202)
1952년 니가타 철공소에서 신조된 디젤 기관차.차체는 상자형으로 DMH17형 엔진을 1기 구비하는 로드 구동 방식. DC202는 1961년에, DC201은 1964년에 히가시노철도에 양도됐다.

### 객차
1929년에 무사시노 철도(현재의 세이부 철도의 전신)에서 목제 2축 객차를 구입했다.
하1형
- 하1-41914년 대일본궤도제
- 하5-8 1900년 아마노공장제
- 하9-11 1897년 니가타 공장제

하프 1형
- 하프 1-4 1-3은 1914년 대일본궤도제 4는 1915년 아마노공장제

1954년에 국철과 히로사키 전기철도로부터 목제 보기 객차(철도원 기본형 객차)를 양도 받는다.
오하 12000형(12001.12002)
겐코쿠테쓰 호하 12068 (1910년 오미야 공장제), 12074 (1911년 오미야 공장제)
나하프 14100형(14101)
겐코쿠테쓰 나하프 14355(1911년 기차 도쿄제)
나하프 14100형(14102)
히로사키 전기철도 사하프 301. 그 앞이 국철 나하프 14101 (1910년 오미야 공장제)
오하 31형
겐코쿠 철도 오하 31로, 1960년에 쓰가루 철도에 3량이 입선.오하 46이 입선하는 1983년까지 스토브 열차에서 사용하였다. : 1983년 11월 21일자로 전차 폐차되어 원국철 오하 3126의 오하 311이 아오모리현 가네키정의 아시노 공원에서 보존되고 있었으나 2007년 10월부터 사이타마현 사이타마시의 철도 박물관에서 국철 시대의 모습으로 복원 정비되어 전시되고 있다.
- 오하313 （1983년）

## 활성화를 위한 대처
행정 측에서는 1981년 고쇼가와라시에서 '쓰가루 철도를 존속시키는 모임'이 설립되었고, 1990년에 명칭을 '쓰가루 철도 활성화 협의회'로 고쳤다[18]. 2018년 1월부터는 고쇼가와라시와 나카도마리쵸 직원이 실시하는 「츠테츠 아모레」가 결성되어 Instagram 포토 콘테스트나 Youtube 채널에서의 동영상 전달등이 행해지고 있다.
시민 측에서는 2006년 1월 쓰가루 철도의 존속을 바라는 시민들의 기운을 북돋울 목적으로 쓰가루 철도 서포터즈 클럽이 발족하였다. 행사 열차 소개와 기획 검토 등을 통해 전국의 철도 애호자와 연계해 승객 증가를 도모하고 있다.

## 기획 승차권
자사선 내를 발차하는 1일 승차권이나 특별 기획 승차권에 대해서는 「코로프라☆무제한 1일 프리 티켓」(개시시는 발매·이용 모두 2014년 4월 1일-2016년 3월 31일이라고 하는 설정이었지만 매년 1년 연장되어 2021년 11월 시점의 종료 예정일은 2022년 3월 31일로 되어 있다)이나, 쓰가루 나카사토역에서 월 1회 개최되는 「중박 대집합시」개최일 한정 1일 승차권과 같은 기간 한정품을 발매하거나 개업 기념 기획으로 발행하는 일이 있다.단, 연중 발매하는 승차권은 없다.
덧붙여 JR 동일본에서 발매하고 있는 「쓰가루 프리 패스」는, 쓰가루 철도선 쓰가루 고쇼가와라-카네키간이 프리 에어리어에 포함되어 있다.단, '쓰가루 프리패스'로 스토브열차 승차는 불가능하므로 '스토브열차'에 승차할 경우 다시 승차권을 구입해야 한다.
또 봄방학, 여름방학, 가을방학, 겨울방학 기간에 중학생, 고등학생이 어린이 요금으로 승차할 수 있는 할인제도인 '중·고등학생 나들이 할당'이 있다.

## 기타
쓰가루 철도 본사 1층의 옛 쓰테쓰 관광 차고 터에 2009년 4월 18일 커뮤니티 카페 '데루·그것'이 개업하였다. 덧붙여 본사내에는 NPO 법인 「쓰가루 반도 관광 어텐던트 추진 협의회」가 들어서 있다.
2009년 4월 27일, 차장과는 별도로 차내에서 연선의 관광 안내등을 실시하는 가이드 모집을 개시해, 채용자는, 동년 6월부터 최대 2012년 3월 31일까지의 예정으로 「오쿠쓰 경트레인 어텐던트」로서 승무를 개시했다. 2012년 4월부터 '쓰가루 반도 관광 어텐던트'로서 계속 승무하고 있다.